# Becilla de Valderaduey (kommun)
Becilla de Valderaduey är en kommun i Spanien.   Den ligger i provinsen Provincia de Valladolid och regionen Kastilien och Leon, i den norra delen av landet, 220 km nordväst om huvudstaden Madrid. Antalet invånare är 304. Arean är 38 kvadratkilometer.
Terrängen i Becilla de Valderaduey är huvudsakligen platt.